# Chikkaldoddi, Devadurga
Chikkaldoddi là một làng thuộc tehsil Devadurga, huyện Raichur, bang Karnataka, Ấn Độ.